# Müang
Müang (auch Mueang oder Muang geschrieben; thailändisch เมือง Aussprache [mɯaŋ] (ⓘ), laotisch ເມືອງ [mɯ́aŋ], oder Shan Mong) waren die quasi-unabhängigen Fürstentümer oder Stadtstaaten der Tai-Völker im heutigen Thailand, Laos, dem Shan-Staat von Birma, Teilen der südchinesischen Provinz Yunnan und dem äußersten Nordwesten Vietnams. Die kleineren Müang waren den mächtigeren Nachbar-Müang oftmals tributpflichtig, welche wiederum dem König Tribut zollten (Mandala-System). Manche der großen Müang wurden auch „Königreich“ genannt und erlangten zeitweise eine gewisse Unabhängigkeit.
In Lan Na waren die Müang ebenfalls mehr oder weniger unabhängige Gebiete. Sie wurden weiter in Städte (Wiang) und die umliegenden Dörfer (Ban) eingeteilt.
Durch die Thesaphiban-Reform unter König Rama V. (Chulalongkorn) wurden Ende des 19. Jahrhunderts in Siam die Stadt-Staaten durch die heutigen thailändischen Provinzen (Changwat) ersetzt und der direkten Kontrolle durch die Zentralregierung unterstellt.

## Weitere Bedeutung
Der Begriff Müang hat in den Tai-Sprachen eine zentrale und vielfältige Bedeutung. Traditionell hat er im Wesentlichen folgende Bedeutungen:
- eine Gemeinschaft von mehreren Dörfern (บ้าน, ban, wörtlich „Haus/Häuser“ oder „Zuhause“)
- eine politisch-gesellschaftliche Einheit, Frühform eines kleineren Staatswesens, ein Stammesfürstentum, das von einem Herrn (chao เจ้า - [t͡ɕâo]) regiert wurde und aus einer Stadt im Zentrum und den umliegenden Dörfern besteht. Etymologisch verwandt ist der Begriff müang fai (เหมืองฝาย, „Bewässerungsgraben“, wörtlich „Graben-Wehr“). In den auf Bewässerungs-Reisfeldbau ausgerichteten Gesellschaften der Tai-Völker war ein Müang also ein Gemeinwesen, dessen wirtschaftliches Leben auf einem gemeinsamen Bewässerungssystem basierte. Müang war dabei sowohl die Bezeichnung für die Stadt im Zentrum, als auch für das von ihr aus beherrschte Gemeinwesen insgesamt. Ein solches Müang war weniger räumlich-geographisch abgegrenzt als vielmehr durch soziale und persönliche Wechselbeziehungen und Abhängigkeiten definiert. So wurden Kolonisten, die auszogen um außerhalb ihres ursprünglichen Müang zu siedeln noch solange zu ihrem angestammten Gemeinwesen gezählt, wie sie engere Beziehungen zu diesem hatten.
- zivilisiertes Gebiet (aus Sicht der Tai): von Tai bewohntes Kulturland (in Ebenen, Tälern oder Hochplateaus), in Abgrenzung zur „Wildnis“ (ป่า, pa, wörtlich „Wald“), den bewaldeten Hochlagen, die gar nicht oder von indigenen (v. a. austroasiatischen) Gruppen bevölkert waren, die Brandrodungs-Feldbau betrieben, jagten und sammelten und von den Tai kha (ข้า „Sklaven“) genannt wurden.[3][4][5]
- im Mandala-System eine größere Einheit von mehreren Müang, unter denen ein zentrales, mächtigeres Müang den anderen übergeordnet war, die diesem zu Tribut und/oder Vasallentreue verpflichtet waren. Wiederum war Müang sowohl der Name der „Hauptstadt“ als auch des gesamten „Reiches“. (In alten Chroniken und Verträgen zwischen dem Königreich Ayutthaya und westlichen Staaten war beispielsweise in der fremdsprachigen Version vom Land „Siam“ die Rede, in der thailändischen dagegen vom Müang Ayutthaya.)
- In der traditionellen Vorstellung der Tai vom Universum war ein Müang eine von drei „Welten“, nämlich der sinnlich wahrnehmbaren, der übernatürlich/metaphysischen und der himmlischen. Müang wurde in dieser Bedeutung synonym mit dem Pali-Wort loka (โลก, thailändische Aussprache [lôːk]) verwendet.

Wichtige Personen und Institutionen in einem Müang trugen Bezeichnungen, die wörtlich übersetzt Körper-, Haus- oder Pflanzenteilen des Müang entsprachen. So beschreibt huu müang („Ohr des Müang“) einen Diplomaten, taa müang („Auge des Müang“) einen weisen Gelehrten oder Ratgeber, kään müang („Samen des Müang“) das religiöse und kulturelle Oberhaupt, p(r)atuu müang („Tür des Müang“) die Grenzschutzeinheit, raak/haak müang („Wurzel des Müang“) einen Astrologen, nguang müang („Rüssel des Müang“) einen Ratgeber oder Mitglied des Ältestenrats, khüü müang („Dachbalken des Müang“) Beamte, die eine Untereinheit des Müang verwalteten, faa müang („Wand des Müang“) den militärischen Chef, pää müang („Dachpfette des Müang“) den herrschenden Adel und so weiter.

## Gegenwart
Das Wort Müang wird noch immer vielseitig verwendet, sowohl in offiziellen als auch in informellen Zusammenhängen:
- Umgangssprachlich heißt Thailand bis heute Müang Thai (เมืองไทย - [mɯaŋ tʰaj], „Gemeinwesen der Thai“), statt offiziell Prathet Thai[Anm 1] („Land der Thai“) bzw. Ratcha-anachak Thai („Königreich Thailand“).
- Das Gleiche gilt für Laos, das umgangssprachlich Müang Lao (ເມືອງລາວ), statt Pathet Lao (ປະເທດລາວ) oder Sathalanalat Paxathipatai Paxaxon Lao (ສາທາລະນະລັດ ປະຊາທິປະໄຕ ປະຊາຊົນລາວ, Demokratische Volksrepublik Laos), genannt wird.
- Die thailändischen Amphoe (Landkreise oder Bezirke), in denen die Provinzhauptstadt liegt, heißen Amphoe Mueang (อำเภอเมือง).
- Thesaban Mueang (เทศบาลเมือง) ist ein Verwaltungsstatus für mittelgroße Städte mit begrenzter kommunaler Selbstverwaltung.
- In Laos sind Mưang (ເມືອງ) die zweithöchste Verwaltungseinheit nach den Provinzen (laotisch ແຂວງ khwǣng).